# 高月山
高月山（たかつきさん）は、愛媛県宇和島市と北宇和郡鬼北町にまたがる山。標高1,229.2m。鬼ヶ城山系に属する。
鬼ヶ城山系はもとより四国西南地域の最高峰で、鷹が多く生息していて藩政時代に鷹狩をしていたことや、山頂から筑紫（九州）の見える高い山というのが山名の由来である。
黒尊スーパー林道からすぐの梅ヶ成峠から1時間ほどで山頂に至る。山頂部分の山容が三角形で最後の登りはきついがそれまでは緩やかな道が続く。

## ギャラリー

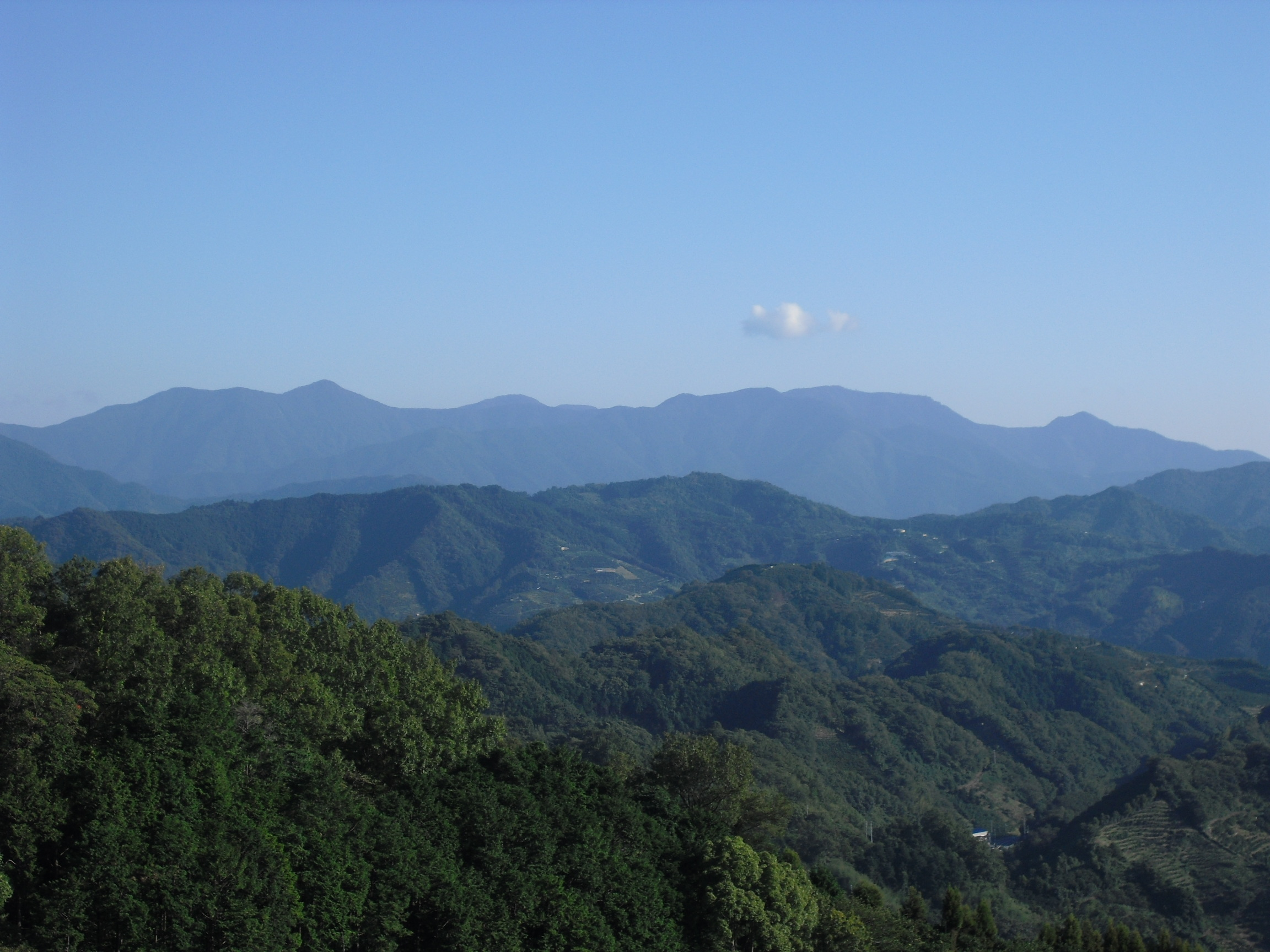
鬼ヶ城山系を北北西から望む。高月山は左の尖った山
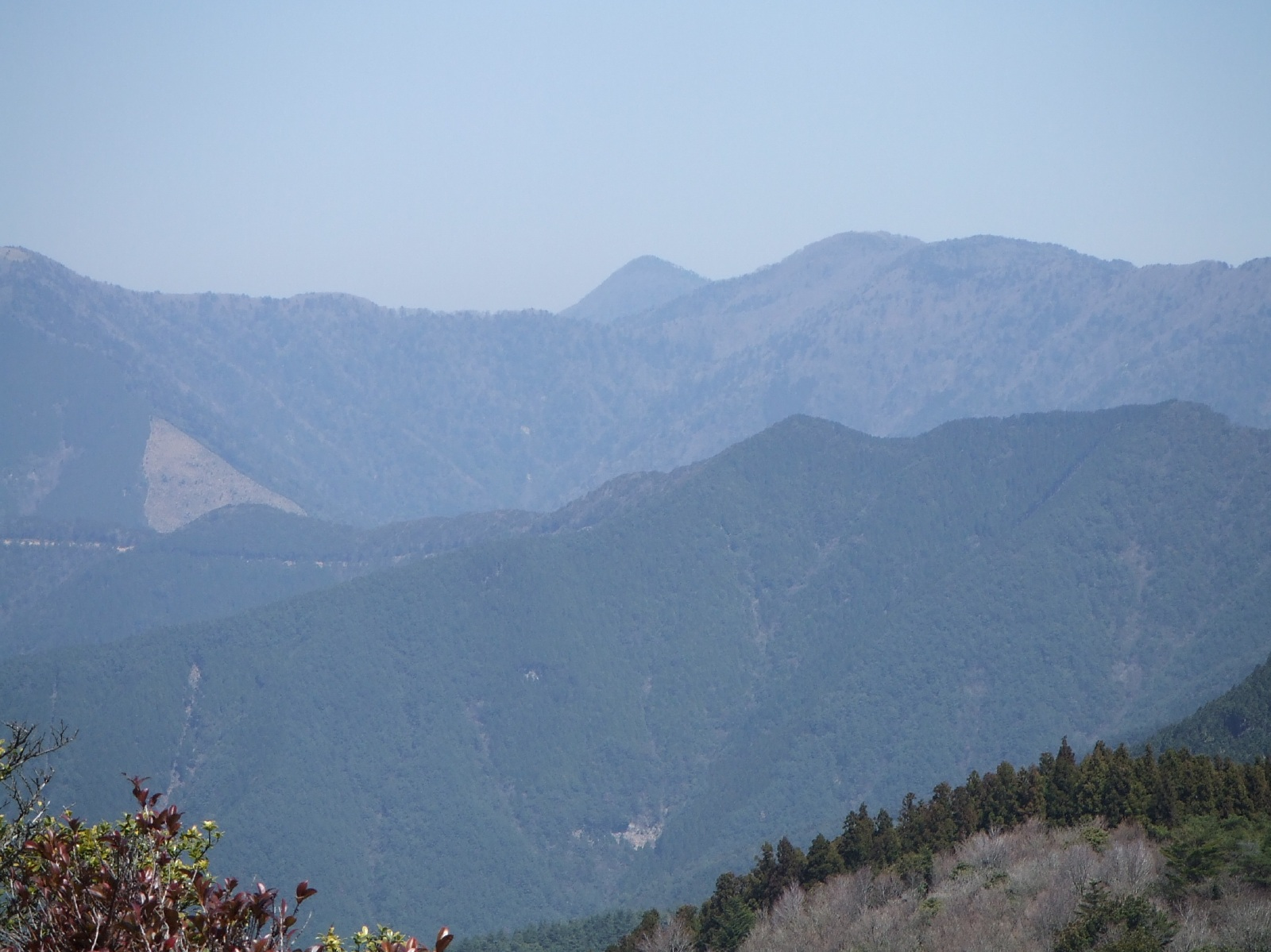
三角形の山
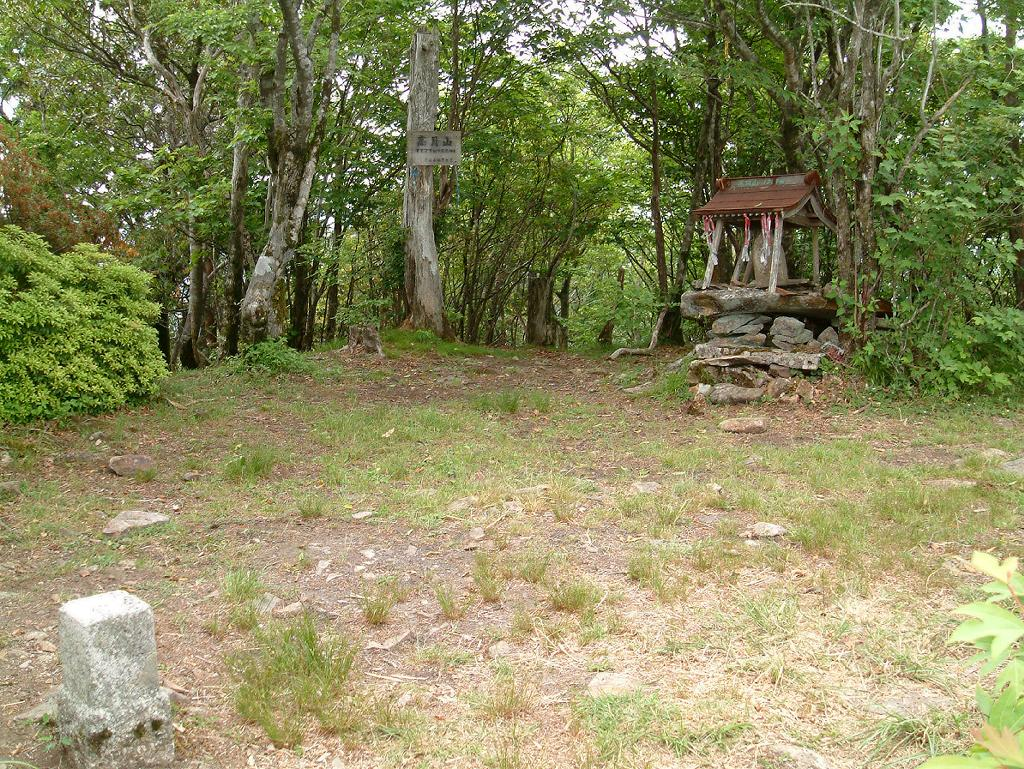
山頂